# Bilal Muslim Mission
Die Bilal Muslim Mission ist eine Missionsbewegung der Zwölfer-Schia, am 25. Dezember 1964 in Ostafrika gegründet durch die Bemühungen des indischen Missionars Sa'id Akhtar Rizvi. Die Bewegung wurde nach Bilal ibn Rabah, dem berühmten afrikanischen Sahaba, benannt.
Die „Bilal Muslim Mission“ ist in Nakuru und anderen großen Städten Ostafrikas aktiv in der Bekehrung von Afrikanern zum schiitischen Islam.
Die „Bilal Muslim Mission“ wird aus dem Iran finanziert mit dem Ziel afrikanische Muslime, aber auch Nichtmuslime, für die Schia zu gewinnen. Damit hat sie durchaus Erfolg, auch wenn sie keine Massenbewegung ist. Manchmal kommt es lokal zu Spannungen mit Gruppen, die dem puritanisch-sunnitischen Islam wahhabitischer Prägung folgen.

## Mitgliedsorganisationen
- Bilal Muslim Mission Kenias[5]
- Bilal Muslim Mission Tansanias[6]
- Bilal Muslim Mission Dodoma-Zweig[7]
- Bilal Muslim Mission Moshi-Zweig[8]
- Bilal Muslim Mission Amerikas
- Bilal Muslim Mission Skandinaviens[9]